# Cuento del gallo dorado

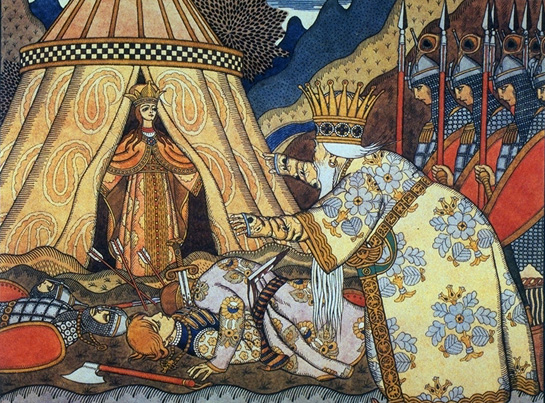
El zar Dadón conoce a la reina Shemaja. Ilustración de Iván Bilibin, 1907

El cuento del gallo dorado (en ruso: «Сказка о золотом петушке», romanizado: Skazka o zolotom petushké) es el último cuento de hadas en verso de Aleksandr Pushkin. Pushkin escribió el cuento en 1834 y se publicó por primera vez en la revista literaria Biblioteka dlya chténiya (Biblioteca para la lectura) en 1835. Si bien no se basa oficialmente en ningún cuento de hadas específico, los eruditos revelaron varias historias similares, la más famosa de ellas Anna Ajmátova en su ensayo de 1933 El último cuento de hadas de Pushkin. Entre las influencias nombradas se encuentran la Leyenda del astrólogo árabe de los Cuentos de la Alhambra de Washington Irving, Der goldene Hahn (1785) de Friedrich Maximilian Klinger y Kaib (1792) de Iván Krylov. A su vez, todos ellos tomaron prestados de la antigua leyenda copta traducida por primera vez por el arabista francés Pierre Vattier en 1666 utilizando el manuscrito de 1584 de la colección del Cardenal Mazarino.

## Adaptaciones
- 1907 – El Gallo de Oro, ópera de Nikolái Rimsky-Kórsakov.
- 1967 – Gallo de Oro, USSR, producción de un estudio de cine "Soyuzmultfilm", popular película animada de Alexandra Snezhko-Blotskaya.

## Literatura
- Alexander Pushkin: un estudio crítico de A.D.P. Briggs, Rowman & Littlefield Publishers, 1982.